# 沖縄県の神社一覧
沖縄県の神社一覧（おきなわけんのじんじゃいちらん）は、沖縄県にある神社を市町村ごとにまとめた一覧である。

## 那覇市
那覇市にある神社
| 神社名           | 所在地     | 主な祭神 | 神社系列 | 神社庁 | 公式サイト     | 備考                                               |
| 波上宮           | 若狭       | 伊弉諾尊 速玉男尊 事解男尊                                                                                             | 熊野神社 |        |                | 琉球国新一の宮 · 官幣小社 · 別表神社 · 琉球八社 ·  |
| 沖縄県護国神社   | 奥武山町   | 郷土出身の戦没者 太平洋戦争の沖縄戦に殉じた本土出身の国事殉難者 戦争の犠牲となった一般住民、遭難学童及び文官関係戦歿者 | 護国神社 |        | 沖縄県護国神社 | 内務大臣指定護国神社 ·                             |
| 沖縄神社         | 首里鳥堀町 | 舜天王 尚円王 尚敬王 尚泰王 源為朝                                                                                     |          |        |                | 県社                                               |
| 安里八幡宮       | 安里       | 応神天皇 神功皇后 玉依姫命                                                                                             | 八幡宮   |        |                | 琉球八社                                           |
| 天久宮           | 泊         | 伊弉册尊 速玉男尊 事解男尊                                                                                             | 熊野神社 |        |                | 琉球八社                                           |
| 沖宮             | 奥武山町   | 天照大神 天龍大御神 天久臣乙女王御神 伊弉册尊 速玉男尊 事解男尊                                                        | 熊野神社 |        |                | 琉球八社 ·                                         |
| 識名宮           | 繁多川     | 伊弉册尊 速玉男尊 事解男尊                                                                                             | 熊野神社 |        |                | 琉球八社                                           |
| 末吉宮           | 首里末吉町 | 伊弉冉尊 速玉男尊 事解男尊                                                                                             | 熊野神社 |        |                | 琉球八社 末吉宮跡は国の史跡 磴道は県指定有形文化財 |
| 恵比須神社       | 字安謝     | 天照大御神 | 沖宮     |        |                |                                                    |
| 出雲大社沖縄分社 | 古島       | 大国主大神 | 出雲大社 |        |                |                                                    |
| 住吉神社         | 山下町     | 底筒男命 中筒男命 表筒男命                                                                                             |          |        |                |                                                    |
| 表 話 編 歴      |            | |          |        |                |                                                    |

## 宜野湾市
宜野湾市にある神社
| 神社名      | 所在地 | 主な祭神                                                    | 神社系列 | 神社庁 | 公式サイト | 備考                                  |
| 普天満宮    | 普天間 | 天照大神 伊弉冉尊 速玉男尊 事解男尊 家都御子神 琉球古神道神 | 熊野神社 |        |            | 琉球八社 · 普天満宮洞穴は市指定名勝 · |
| 表 話 編 歴 |        |                                                             |          |        |            |                                       |

## 石垣市
石垣市にある神社
| 神社名      | 所在地         | 主な祭神 | 神社系列 | 神社庁 | 公式サイト | 備考                 |
| 尖閣神社    | 尖閣諸島魚釣島 | 天照大神 | 神明神社 |        |            | 日本青年社による建立 |
| 表 話 編 歴 |                |          |          |        |            |                      |

## 名護市
名護市にある神社
| 神社名      | 所在地 | 主な祭神 | 神社系列 | 神社庁 | 公式サイト | 備考 |
| 名護神社    | 字城   |          |          |        |            |      |
| 表 話 編 歴 |        |          |          |        |            |      |

## 宮古島市
宮古島市にある神社
| 神社名      | 所在地     | 主な祭神                                                          | 神社系列 | 神社庁 | 公式サイト | 備考 |
| 宮古神社    | 平良字西里 | 速玉男尊 伊弉冉尊 事解男尊 目黒盛定政命 與那覇恵源命 仲宗根玄雅命 | 熊野神社 |        |            |      |
| 表 話 編 歴 |            |                                                                   |          |        |            |      |

## 国頭郡金武町
国頭郡金武町にある神社
| 神社名      | 所在地 | 主な祭神                   | 神社系列 | 神社庁 | 公式サイト | 備考     |
| 金武宮      | 金武   | 伊弉冉尊 速玉男尊 事解男尊 | 熊野神社 |        |            | 琉球八社 |
| 表 話 編 歴 |        |                            |          |        |            |          |

## 島尻郡

### 南大東村
島尻郡南大東村にある神社
| 神社名      | 所在地 | 主な祭神 | 神社系列 | 神社庁 | 公式サイト | 備考                                                                                      |
| 大東神社    | 池之沢 | 天照大神 | 神明神社 |        |            | 境内の森には国の天然記念物に指定されているクビワオオコウモリが生息 ダイトウシロダモが群生 |
| 表 話 編 歴 |        |          |          |        |            |                                                                                           |

### 北大東村
島尻郡北大東村にある神社
| 神社名      | 所在地 | 主な祭神 | 神社系列 | 神社庁 | 公式サイト | 備考                                                               |
| 大東宮      | 中野   | 天照大神 | 神明神社 |        |            | 境内の森には国の天然記念物に指定されているクビワオオコウモリが生息 |
| 表 話 編 歴 |        |          |          |        |            |                                                                    |

## 八重山郡与那国町
八重山郡与那国町にある神社
| 神社名      | 所在地 | 主な祭神 | 神社系列 | 神社庁 | 公式サイト | 備考                     |
| 十山神社    | 祖納   | 天照大神 | 神明神社 |        |            | 日本最西端に位置する神社 |
| 表 話 編 歴 |        |          |          |        |            |                          |